# Ходары
Хода́ры (чув. Хутар) — село Шумерлинского района Чувашской Республики России. Административный центр Ходарского сельского поселения.

## Географическое положение
Расположено в 19 км к северо-востоку от районного центра — города Шумерли. Ближайшая железнодорожная станция Шумерля расположена там же. Через село проходит региональная автодорога Чебоксары — Сурское. Село располагается на правом берегу реки Эскедень.

## История
Село известно с XVII века. В.Д. Димитриев в своей работе пишет ссылаясь на писцовую книгу Свияжского уезда 1646 г.:
«Деревня Ходарова (ныне чувашское село Ходары Шумерлинского района ЧР), а в ней»:
«Двор помещика служилого чювашенина Байтуганка Айзигитова, а крестьян и бобылей за ним нет»;
«Двор помещика служилого чювашенина Азаматка Агитова, а крестьян и бобылей за ним нет»
В XVIII зафиксированные исторические названия: Лобашка, Ходарово, Ходар, Покровское. Жители села, чуваши, до 1835 года были государственными, до 1863 года — удельными крестьянами. Основные их занятия — земледелие, животноводство, пчеловодство, плотничество, отхожие промыслы. В 1748 году построена церковь Покрова Пресвятой Богородицы. В 1870 году в селе появилась начальная школа Министерства народного просвещения. По состоянию на начало XX века действовали мельница и торгово-промышленное заведение. В 1929 году сформирован колхоз имени Токсина.

### Административная принадлежность
Село входило в состав Туруновской волости Чебоксарского уезда, Атаевской и Ходаровской волостей Курмышского уезда с XVIII века до 1920 года (в том числе Атаевского удельного приказа в 1835—1863 гг.), Ходаровской волости Ядринского уезда в 1920—1927 гг. В 1927—1935 гг. относилась к Вурнарскому району, с 1935 года относится к Шумерлинскому району, кроме периода 1965—1966 гг., когда находилось в подчинении городского совета города Шумерли С 1918 по 1927 год было центром волости. С 1927 года — центр Ходарского сельсовета, позднее реорганизованного в Ходарское сельское поселение.

## Население
| 1859 | 1884 | 2010 | 2012 |
| ---- | ---- | ---- | ---- |
| 186  | ↗197 | ↗578 | ↗630 |

Число дворов и жителей:
- 1747: 255 мужчин.
- 1795: 16 дворов, 51 мужчина, 41 женщина.
- 1869: 72 мужчины, 81 женщина.
- 1897: 46 дворов, 183 мужчины, 153 женщины.
- 1926: 221 двор, 498 мужчин, 549 женщин.
- 1939: 540 мужчин, 665 женщин.
- 1979: 370 мужчин, 438 женщин.
- 2002: 251 двор, 638 человек: 316 мужчин, 322 женщины.
- 2010: 225 частных домохозяйств, 578 человек: 284 мужчины, 294 женщины[2].

Современное население — чуваши, русские.

## Современное состояние
В селе действуют школа, офис врача общей практики, Дом культуры, библиотека, отделения связи и «Сбербанка», музей, 4 спортплощадки, 4 магазина. Предприятия села — СХПК им. Ленина, ООО «Агрофирма „Алёнушка“».